# Парк Победы (Баку)
Парк Победы (азерб. Zəfər Parkı) — один из парков города Баку в Азербайджане. Расположен на территории Хатаинского района, на проспекте 8 Ноября, рядом с Бакинским Приморским бульваром. Парк посвящён победе Азербайджана во Второй карабахской войне.

## История
Указом президента Азербайджана Ильхама Алиева от 3 декабря 2020 года в честь победы Азербайджана во Второй карабахской войне и с целью увековечивания памяти погибших было принято решение о создании в городе Баку мемориального комплекса Отечественной войны и музея Победы.
27 сентября 2023 года — в День Памяти президент Алиев посетил строящийся в Баку Парк Победы.
8 ноября 2024 года — в День Победы с участием президента страны состоялось открытие в городе Баку Парка Победы.

## Общие сведения
Парк Победы расположен в Хатаинском районе города Баку на проспекте 8 Ноября рядом с Бакинским Приморским бульваром. Площадь парка составляет около 10 гектаров.
На входе в парк, на месте пересечения двух улиц, ведущих в центр города, стоит Триумфальная арка. Высота Триумфальной арки составляет 44 метра, ширина 22 места, у арки 44 колонн — что символизирует собой 44-дневную Вторую карабахскую войну. Арки символизируют собой начало символичного пути, ведущего к победе. Элемент дерева, изображённый на верхней части арки, означает развивающуюся страну, цветение, благополучие, ведущий к новой жизни и к Победе путь.
На месте перехода в парк стоит памятник Победы — 8 Ноября. Этот мемориальный памятник воспевает день Победы и, как символ бесконечности, незыблемое единство. Окрестность памятника была озеленена таким образом, что отражает собой узоры и декоративные элементы карабахских ковров.
В нижней части парка расположен Музей Победы. Музей уже построен, сейчас идут работы по его оформлению. Вход в музей будет идти с двух направлений. На главном входе в музей будет создан символ «Железный кулак». На этом символе будет записана дата дня Победы. Сам же символ олицетворяет собой ставшее основой победы единство лидера, народа, государства и армии. Целью создания этого музея состоит в сохранении памяти пути, приведшего к освобождению Азербайджаном своих территорий, а также к сохранению памяти принимавших участии во Второй карабахской войне военнослужащих и всех погибших. В музее будут записаны имена всех погибших во Второй карабахской войне. Экспонаты, собранные в музее, будут отображать доблесть военнослужащих, а также волю азербайджанского народа.
В парке созданы также тематический сад, каскад водопадов, Карабахский мемориальный сквер, общая смотровая площадка парка. Вокруг мемориального сквера созданы места для отдыха.
В конце парка расположена площадь Флага Свободы. В центре водного бассейна развевается флаг Азербайджана. 44 бронзовые плиты, выложенные на дороге к площади Флага Свободы, символизируют 44 дня Второй карабахской войны.